# SN 2001jl
SN 2001jl – supernowa odkryta 9 grudnia 2001 roku w galaktyce A043827-0144. W momencie odkrycia miała maksymalną jasność 23,70m.